# 金沢比呂司
金沢 比呂司（かなざわ ひろし、1937年3月10日 - ）は、日本のアニメーター、キャラクターデザイナー。スタジオコメット所属。
石黒昇、矢沢則夫、小森徹、棚橋一徳らのスタジオ「ジャパン・アート・ビューロ（JAB）」で『ルパン三世』『アニメドキュメント ミュンヘンへの道』を担当するが赤字を出してJABは解散。以後は土田プロダクションを経てスタジオコメットを拠点としている。
近年は金澤 比呂司とクレジットされている。

## 参加作品

### テレビアニメ
- 男一匹ガキ大将（1969年） - 作画監督
- ルパン三世 (TV第1シリーズ)（1971年） - 原画
- アニメドキュメント ミュンヘンへの道（1972年） - 作画監督
- ど根性ガエル（1973年） - 原画
- ハゼドン（1973年） - 原画
- まんが日本昔ばなし（1975-1976年）
  - たのきゅう（1975年） - 作画
  - 雀とキツツキと山鳩（1975年） - 作画
  - 龍の淵（1976年） - 作画
  - かもとりごんべえ（1976年） - 作画
- 元祖天才バカボン（1975年） - 原画
- ガンバの冒険（1975年） - 原画
- ドカベン（1977年） - 作画監督 ※「金沢比呂志」名義
- 野球狂の詩（1977年） - 作画監督
- おじゃまんが山田くん（1980年） - 作画監督
- がんばれゴンベ（1980年） - キャラクター設定、作画監督
- さすがの猿飛（1982年） - キャラクター設定、作画監督
- あした天気になあれ（1984年） - キャラクターデザイン、総作画監督
- らんぽう（1984年） - キャラクター設定、作画監督
- ハイスクール!奇面組（1985年） - キャラクターデザイン、作画監督
- Mr.ペンペン（1986年） - キャラクターデザイン
- ついでにとんちんかん（1987年） - キャラクターデザイン、総作画監督
- 名門!第三野球部（1988年） - キャラクターデザイン、作画監督
- ドラゴンクエスト（1989年） - キャラクターデザイン
- ハイスクールミステリー学園七不思議（1991年） - キャラクターデザイン、総作画監督
- ツヨシしっかりしなさい（1992年） - 作画監督
- まぼろしまぼちゃん（1992年） - キャラクターデザイン、作画監督
- キャプテン翼J（1994年） - キャラクターデザイン、総作画監督
- 水色時代（1996年） - 作画監督
- ケロケロちゃいむ（1997年） - 作画監督
- 頭文字D（1998年） - 作画監督
- 発明BOYカニパン（1998年） - メインキャラクターデザイン、作画監督
- 宇宙海賊ミトの大冒険 2人の女王様（1999年） - 作画監督
- 将太の寿司（1999年） - キャラクターデザイン、作画監督
- 超発明BOYカニパン（1999年） - 作画監督
- ビックリマン2000（1999年） - 作画監督
- タッチ CROSS ROAD〜風のゆくえ〜（2001年） - 原画
- Dr.リンにきいてみて!（2001年） - 作画監督
- ホイッスル!（2002年） - 作画監督
- 真・女神転生Dチルドレン ライト&ダーク（2003年） - 作画監督
- マシュマロ通信（2004年） - キャラクターデザイン、作画監督
- capeta（2005年） - 作画監督
- おねがいマイメロディ 〜くるくるシャッフル!〜（2006年） - 作画監督
- 妖怪人間ベム（2006年） - 原画
- Saint October（2007年） - 原画
- 二十面相の娘（2008年） - 原画
- xxxHOLiC◆継（2008年） - 原画
- ジュエルペット（2009年） - 原画
- 宙のまにまに（2009年） - 原画
- はなかっぱ（2010年） - 作画監督
- 毎日かあさん（2010年） - 作画監督
- それいけ!アンパンマン（2016年）- 原画
- ぴったんこ！ねこざかな（2016年）- アニメーター
- ソラとウミのアイダ（2018年）- 原画
- 臨死!!江古田ちゃん（2019年） - 画面構成（第7話）

### OVA
- 水木しげるの妖怪ワールド 恐山物語（2005年） - キャラクターデザイン、作画監督

### 劇場アニメ
- パンダコパンダ 雨ふりサーカスの巻（1973年） - 原画
- 黒い雨にうたれて（1984年） - キャラクターデザイン（弘兼憲史との共同）
- ルパン三世 DEAD OR ALIVE（1996年） - 原画
- 名探偵コナン 紺碧の棺（2007年） - 作画監督補、レイアウトチェッカー、原画
- 映画! たまごっち うちゅーいちハッピーな物語!?（2008年） - 作画監督